# Ramón López (trójskoczek)
	Ramón Mariano López Fleites (ur. 16 stycznia 1936 w Santa Clara, zm. 15 września 2021 tamże) – kubański lekkoatleta, trójskoczek, medalista igrzysk panamerykańskich, olimpijczyk.
Odpadł w eliminacjach trójskoku na igrzyskach olimpijskich w 1960 w Rzymie. Zdobył srebrny  medal w tej konkurencji na igrzyskach ibero-amerykańskich w 1960 w Santiago, a także na igrzyskach Ameryki Środkowej i Karaibów w 1962 w Kingston. Na igrzyskach panamerykańskich w 1963 w São Paulo również zdobył srebrny medal (wyprzedził go jedynie Amerykanin Bill Sharpe).
Jego  rekord życiowy w trójskoku wynosił 15,58 m, ustanowiony 26 kwietnia 1964 w Hawanie.